# Kasteel Torenhof

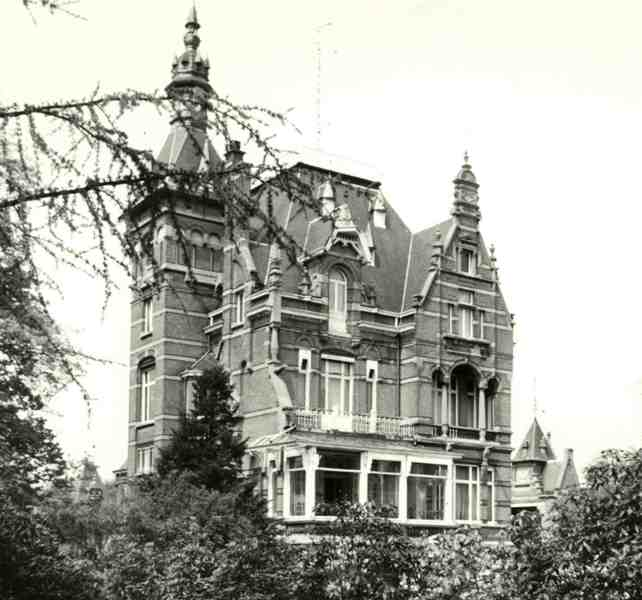
Kasteel Torenhof

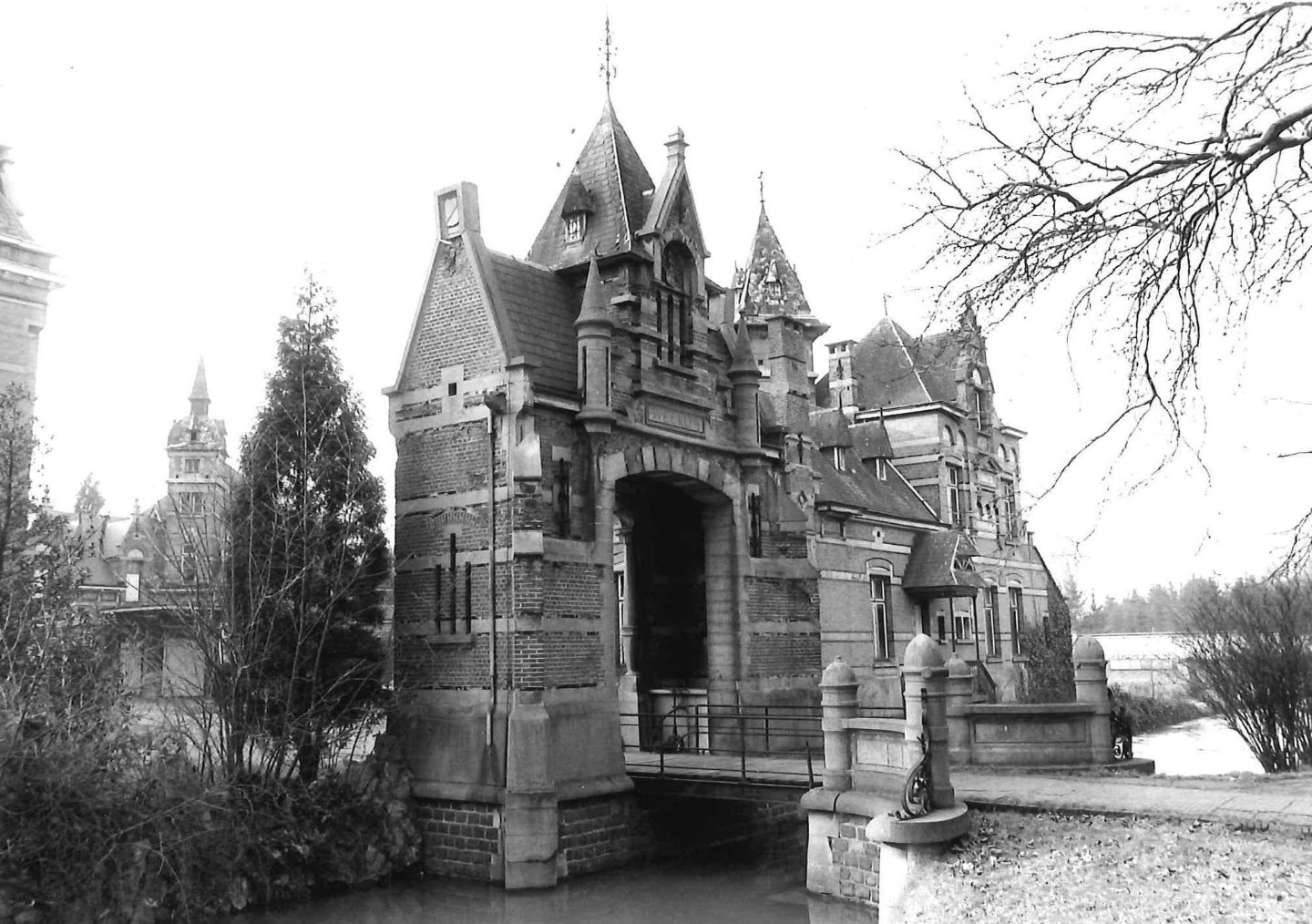
Poortgebouw

Kasteel Torenhof is een kasteel in de Antwerpse plaats Brasschaat, gelegen aan Bredabaan 502, 504A-B, 506.
Het kasteel werd gebouwd in het vierde kwart van de 19e eeuw in eclectische stijl. Het kasteel en de dienstgebouwen liggen binnen een rechthoekige gracht. In het noorden vindt men een poortgebouw van 1897. Het geheel ligt in een park, waarbinnen zich ook een vijver bevindt.
De film Miss Peregrine's Home for Peculiar Children uit 2016 werd hier deels opgenomen.